# Gouden figuur
Gouden figuur of Danser is een kunstwerk in Amsterdam-Centrum.
Het beeld is een creatie van kunstenaar Henk Visch, wiens voornaamste thema beweging is. Dit beeld is daarvan ook een voorbeeld. Het is geplaatst op een flatgebouw aan het Johanna ter Meulenplein in Amsterdam, dat aan de zuidkant grenst aan de Singelgracht. De danser vertoont daar zijn kunsten op een circa 90 meter lang railsysteem op het platte dak van een flat. De danser verschuift per etmaal circa 20 centimeter om na ongeveer 16 maanden aan de terugreis te beginnen. Het bewegingsmechaniek werkt op zonne-energie. Het beeld werd geplaatst na renovatie en herinrichting van de terreinen rond de Oranje-Nassau Kazerne. Visch vertelde over het beeld, dat het enige doel van het beeld is gezien te worden. De danser is op de rand van het dak bezig met een développé, al lijkt het er ook op dat hij van het dak afstapt.